# Tàngara caratacada
La tàngara caratacada (Tangara dowii) és un ocell de la família dels tràupid (Thraupidae).

## Hàbitat i distribució
Habita la selva pluvial, clars i bosc obert de les muntanyes de Costa Rica i oest de Panamà.